# Natuur en milieu
Het onderwerp natuur en milieu is na 1950 volop in de belangstelling komen te staan. Onder natuur wordt in dit verband allereerst de levende natuur verstaan, dus de flora en de fauna, hoewel het onderwerp niet losgezien kan worden van het fysieke milieu op de planeet aarde. Hierom is er een sterk gegroeide aandacht voor het ecologisch concept van het systeem aarde, de beschouwing van de planeet als een geïntegreerd systeem, waarin de mens en zijn leefomgeving nauw met elkaar verbonden zijn.

## Ontwikkeling van de belangstelling
In de eerste helft van de twintigste eeuw ontwikkelden de techniek en de economie zich in hoog tempo. Slechts weinigen in Nederland, onder wie de PvdA-politicus Marinus van der Goes van Naters, zagen dat dit ten koste van de levende natuur kon gaan, en daarmee ook van de menselijke leefomgeving. Een halve eeuw eerder hadden de natuurvorsers Eli Heimans en Jac. P. Thijsse zich al wel ingezet voor het behoud van de levende natuur, bijvoorbeeld het behoud van het Naardermeer, en de daarin levende vogelsoorten. Het meer dreigde tot vuilstortplaats van Amsterdam te worden omgevormd.
In de jaren 1960 rees in brede lagen van de Nederlandse bevolking de vraag, of de economisch-technische groei ongecontroleerd kon blijven doorgaan. Ook internationaal brak, onder meer met het rapport 'Grenzen aan de groei' van de club van Rome in 1972, het besef door dat de hulpbronnen van de aarde eindig zijn. Het rapport bevatte in dit verband een analyse van vijf factoren, respectievelijk de:
- omvang van de bevolking,
- voedselproductie,
- industriële productie,
- voorraad natuurlijke hulpbronnen, en de
- milieuverontreiniging.

De conclusies waren voor de fossiele brandstoffen alarmerend: zonder maatregelen zouden binnen vijftig à honderd jaar de op dat moment in de aardkorst geïnventariseerde voorraden verbruikt zijn.
De hierop volgende oliecrisis in 1973 versterkte het schokeffect van dit rapport. De NASA publiceerde in dezelfde periode observaties van een satelliet van het ozongat in de atmosfeer boven de zuidpool, dat feitelijk al in 1956 door Gordon Dobson ontdekt was.
De publicaties door biologen van lijsten van bedreigde diersoorten, statistieken over oprukkende woestijnen, berichten over ontbossing en bedreiging van het tropisch regenwoud, maar ook alarmerende berichten over de effecten van pesticiden, deden langzaam bij de bevolking en regeringen in het westen het besef groeien dat de mensheid zich intensiever bezig moest gaan houden met milieubeheer.
Over de oorzaken van de problematiek van natuur en milieu, en over de aanpak ervan zijn de meningen verdeeld. Sommigen vinden dat de enige mogelijkheid om de natuur- en milieukwaliteit te behouden, het indammen van het streven naar een steeds hogere welvaart is. Anderen menen dat armoede en de bevolkingsgroei de belangrijkste oorzaken zijn. Weer anderen verwijzen naar het kapitalisme of de macht van de multinationals. Een aantal mensen, onder wie de controversiële wetenschapper Bjorn Lömborg, en politici van sommige partijen, stellen dat het helemaal niet zo slecht gesteld is met het milieu, en dat grootschalige actie niet nodig is.